# Projektanleihe
Projektanleihen (engl.: project bonds) sind fall- bzw. projektbezogene Finanzierungsinstrumente, die im Rahmen der EU-Infrastrukturpolitik im Unterschied zu Euro-Bonds von privaten Initiatoren ausgegeben, aber mit Geld aus dem EU-Haushalt als Risikopartner besichert werden. Die Europäische Investitionsbank (EIB) ist Beteiligungspartner dieses Finanzierungsmodells.
Die EU bezweckt mit Projektanleihen Sparkurs- und Wachstumsstrategien miteinander zu verbinden, indem sie privates Investorengeld aktiviert, um große und teure Infrastrukturaufgaben (Straßen-, Schienenbau, Stromnetzausbau usw.) angesichts klammer öffentlicher Haushalte realisieren und dadurch positive Konjunkturimpulse generieren zu können.